# Stadler GTW
A Stadler Rail GTW típusa Európa egyik legnépszerűbb helyiforgalmú motorvonata.
A GTW mozaikszó a német Gelenktriebwagen (csuklós motorkocsi) kifejezés rövidítése.

## Története
A GTW-motorvonatok koncepciójának kialakulása a több svájci keskenynyomtávú vasúttársaságot tömörítő Oberaargau-Solothurn-Seeland-Transport (OSST) közösség 1990-ben meghirdetett pályázatához köthető. Olyan villamos motorvonatot kerestek, amely
- legfeljebb 400 mm padlómagasságú és legalább 2/3 részben alacsony padlós,
- legfeljebb 30 m hosszú,
- olcsó, mégis kényelmes,
- az OSST teljes hálózatán használható
- nem szükséges hozzá sem a meglevő műhelyek, sem a meglevő alállomások átalakítása.

A legutolsó pont kizárta, hogy a gépi berendezések a tetőre kerülhessenek, ugyanakkor a padlómagasság nem tette lehetővé a padló alatti elhelyezést sem. Ezen megfontolások után jutottak el a gépi berendezések külön középső járműrészbe helyezésére és hogy erre a tagra, mint egy kis mozdonyra két oldalról egy-egy könnyű, alacsony padlós félpótkocsiként támaszkodjanak az utasterek. A középső, - utasok által is átjárható - részben így viszonylag egyszerűen és könnyen hozzáférhetően helyezhetők el a fő- és segédüzemhez szükséges elemek.

Ez az elrendezés valójában egy már elfeledett szisztéma, a Rowan-rendszer újjászületésének tekinthető, ahol ugyancsak egy rövid tengelytávú kis mozdony egyik végére támaszkodik fel egy félpótkocsi. Nem is kell messze mennünk a példáért: a Svábhegyi Fogaskerekű Vasút korábbi járművei pontosan ilyenek voltak.
Az ötletet a piacon akkor még nem túl jelentősnek számító svájci Stadler cég karolta fel, partnereiként a patinás svájci SLM, Winterthur cég (forgóvázak - az SLM-től származnak a mi, már említett "fogasaink" is!), valamint a szintén svájci Alusuisse Road & Rail AG, Zürich (alumínium kocsiszekrények) működtek közre. Az 1200 V egyenáramú hálózatra alkalmas háromfázisú aszinkron villamos berendezést az ABB (később Adtranz) oerlikoni üzeme fejlesztette. (Illetve ez utóbbi már korábban felhasználására került egy szintén a Stadler készítette kéttengelyes kis mozdonyban). Az első jármű 1996 végére készült el.
Ezzel párhuzamosan a Német Vasút (DB) mellékvonali könnyű motorvonat-pályázatára elkezdődött a GTW normál nyomtávolságra, dízel üzemre alkalmas változatának fejlesztése. Itt a nevezett cégeken kívül bevonásra került a német DWA, Bautzen (mint neves gyártó a német piacra konzorciumvezetőként és kocsiszekrény-gyártóként), míg a hajtáselektronikát (váltakozóáramú-egyenáramú kivitelben), az AEG (később Adtranz) hennigsdorfi cég készítette. A prototípusokat a svájci Mittelthurgaubahn (MThB) rendelte meg és az első példány az előbbieknél korábban, már 1996 márciusára elkészült.

Későbbiekben a GTW a Stadler és az Adtranz közös termékévé vált: utóbbi szállította a hajtáselektronikát és jogosult volt a GTW-ket Németországban kizárólagosan értékesíteni.
Az Adtranzot 2001-ben megvette a Bombardier Transportation. Az egyesülés feltételeként a Stadler megvehette a GTW-k kizárólagos gyártását, valamint kötelezték a kanadai céget, hogy a GTW hajtáselektronikáját meghatározott átmeneti időn keresztül tovább biztosítsa. Ezalatt a Stadler "új" stratégiai partnert talált: az ABB-t, mely azóta a GTW-k és később a Flirtök legfontosabb, hajtáselektronikai beszállítója.

## Felépítése
A jármű a középső kéttengelyes hajtásmodulból, melyben az összes gépezeti berendezést, valamint a két utasmodul közötti átjárást lehetővé tevő átjárófolyosót helyezték el; valamint a két oldalról rátámaszkodó egy-egy, szintén kéttengelyes utasmodulból áll, melyek külső végein találhatók a vezetőállások, a belső végeiken zárt átjáró található. A GTW 2/8 kivitelnél az egyik utasmodulra (mely vezetőállás helyett zárt átjáróval rendelkezik) egy további utasmodul támaszkodik.

### Járműszerkezet
A hajtásmodul hegesztett acélszerkezet, mely az alvázból, az átjáró, az oldalfalak és a tető vázszerkezetéből áll. Az utasmodulok az első három generációnál (lásd lejjebb) alumíniumprofilokból hegesztéssel és csavarozással összeállított szerkezet. Az alváz és a jármű elejének alsó része, valamint az ajtókeretek, mint fő teherviselők hegesztettek és ezekhez csavarozzák hozzá az oldalfal és a tető elemeit. A negyedik generációnál az utasmodulok - a Flirtével azonos elemekből és módon - alumíniumprofilokból, teljes mértékben hegesztéssel készülnek. A járművek homlokrészei az első generációnál még alumíniumból, később szálerősítéses műanyagból készültek. Az ablakok keret nélküli biztonsági üvegűek. Beszállóajtók oldalanként és modulonként 1-1 db 1300 m beszállószélességet biztosító villamos hajtású lengő-tolóajtó. Az utasmodulok az igénytől függően alacsony (kb. 580 mm) vagy közepesen magas (830 mm) padlószintű kivitelben készíthető. Tekintettel arra, hogy az utasmodulok forgóvázai futóforgóvázak, így a forgóváz fölötti terület padlószintje nem magasabb, mint 1000 mm. Az utasmodulok hossza (ezzel az ablakmezők száma) kiviteltől függően eltérő lehet.

### Utastér
Az ülések kizárólag az oldalfalakhoz rögzítettek (Cantilever rendszer), mely könnyebb takaríthatóságot biztosít. Az ülések 2+2 vagy 2+3 elrendezésűek. Kiviteltől függően felhajtható ülésekkel ellátott többcélú tereket alakítanak ki, illetve kerekesszékkel is igénybevehető zárt rendszerű WC-t építenek be. Az utasterek klimatizáltak.

## Evolúciója
A GTW története során szinte az utolsó csavarig kicserélődött - mind járműszerkezetében, elektronikájában és vezérlésében folyamatosan fejlődött. Ezt részben a növekvő követelményeknek való megfelelés, részben a beszállítók és partnerek előző fejezetben leírt cserélődése hozta. Alapvetően négy generációt szokás megkülönböztetni, azonban köztük viszonylag nehéz éles határokat húzni: számos "öszvér" változat is készült.

### Első generáció

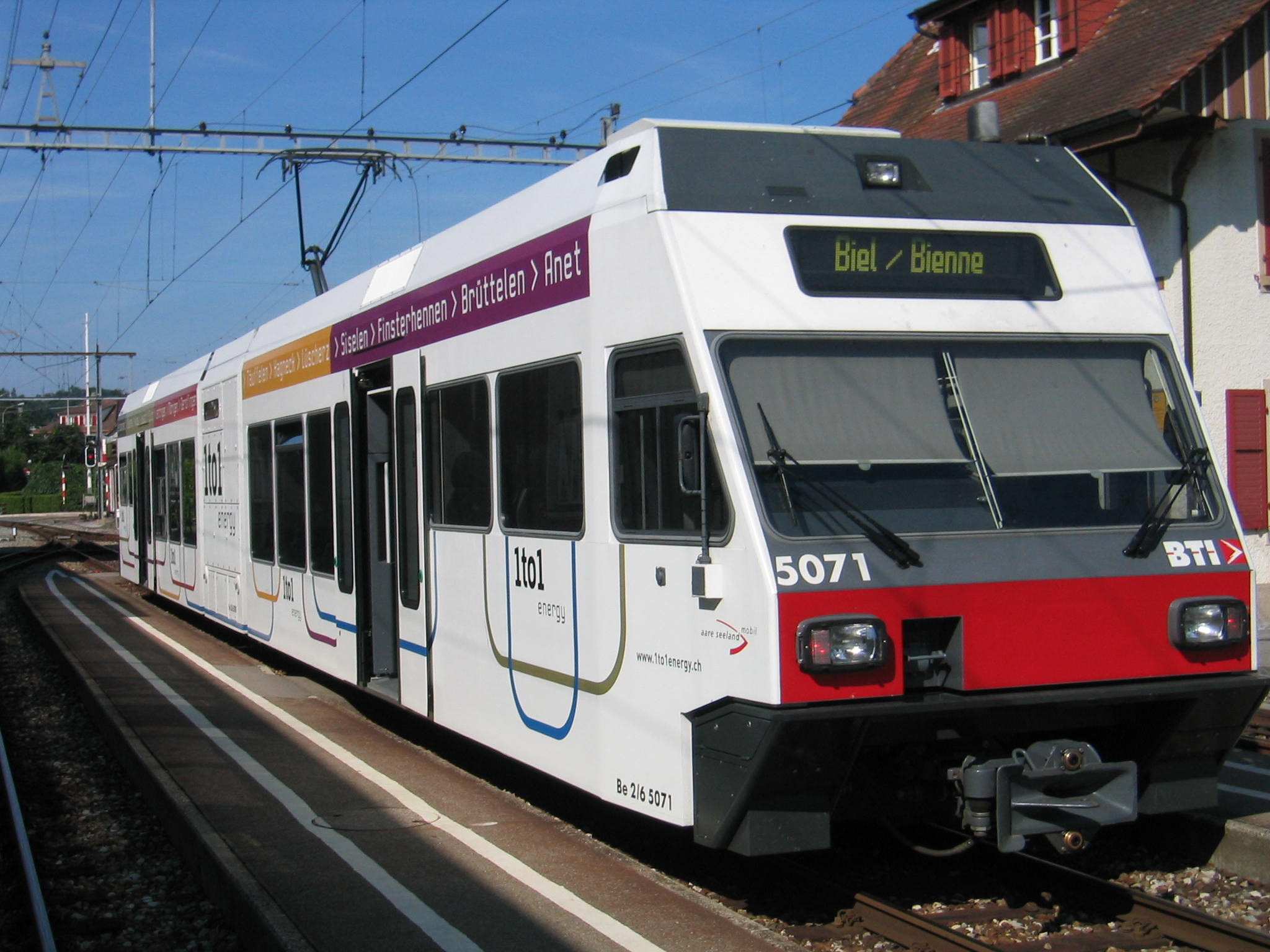
A BTI első generációs villamos GTW-je

Első ránézésre leginkább a szögletes, acélból készült homlokfelületéről ismerhető fel, de ide sorolhatók a DB részére készített típusok is. Jellemzőjük még az SLM által fejlesztett, 2 db egytengelyes, radiálisan beálló "forgóvázas" hajtásmodul jellemző rájuk. A hajtott tengelyek csavarrugós felfüggesztésűek, a futóforgóvázak kétlépcsős (primer: gumirugók, szekunder: légrugók) A villamos hajtású változatoknál vagy ABB vagy AEG-gyártású, GTO-s vagy IGBT-s áramirányítók kerültek beépítésre. A dízeles változat hajtásmoduljának elrendezése eltér a villamos hajtásúétól, az átjáró folyosó nem a középvonalban húzódik, így egy kisebb és egy nagyobb géptér alakult ki. Ez utóbbiban helyezték el az 1 db 550 kW teljesítményű 12 hengeres V-motort és a hozzá csatlakozó váltakozóáramú szinkron generátort. A segédüzemek hajtása (légsűrítő, segédüzemi generátor, hűtőventilátor) hidrosztatikus. A vontatómotorok az MThB dízel-motorkocsijai kivitelével háromfázisú aszinkron vontatómotorok. A vezérlés az AEG SPS-rendszere, vagy az ABB MICAS-rendszere szerinti. A tengelyeken leadott teljesítmény a villamos változatnál jellemzően 520 kW, a dízelnél 420 kW.

### Második generáció

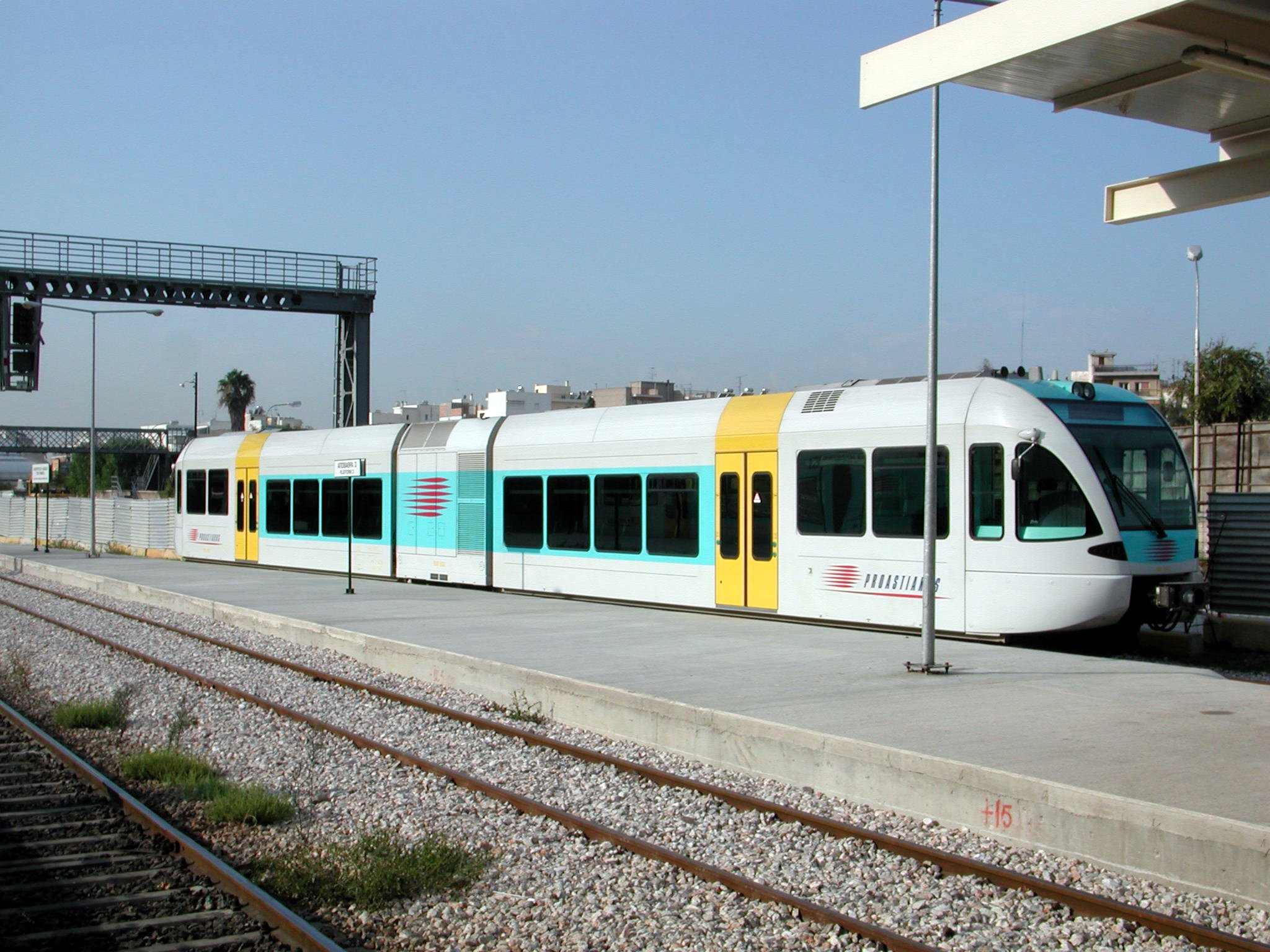
A OSE dízel GTW-je a második generáció tagja

A hajtásmodul alá a Stadler kéttengelyes forgóváza kerül, mind a hajtott, mind a futóforgóvázak kétlépcsős (primer: csavarrugók, szekunder: légrugók) rugózásúak. A GTO-s vagy IGBT-s hajtáselektronika és a vezérlés mindkét változat esetében az Adtranz (Bombardier) MITRAC-családjának tagjai. A dízelváltozatnál a segédüzemek a hűtőventilátort kivéve már villamos hajtású. Megjelenik a ma is jól ismert formájú, üvegszál-erősítéses műanyagból készült delfin-szerű homlokrész.

### Harmadik generáció

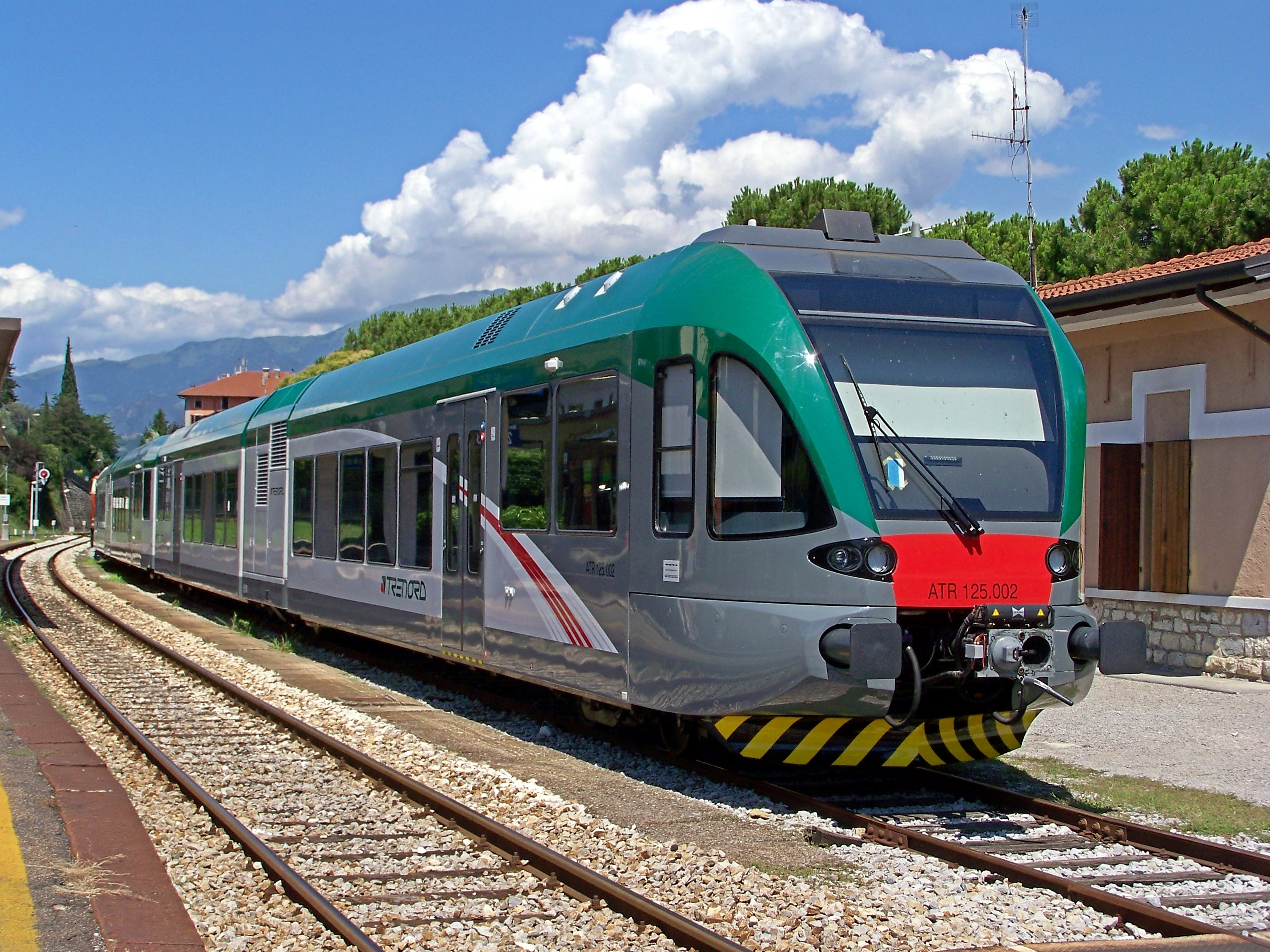
A harmadik generációt képviseli a Trenord dízel GTW-je (ATR 125)

Megjelenik a ma is használt és a Flirtekbe is átemelt ABB BORDLINE-hajtáselektronika és Selectron gyártású vezérlés. A dízel-változatnál szakítanak az egymotoros kivitellel és két egyforma hajtásegység kerül kialakításra. A villamos változattal azonos módon középvonalban elhelyezett folyosós elrendezés és két egyforma géptér jön létre. Egy hajtásegységbe egy - a közútijármű-gyártásból származó - hathengeres álló elrendezésű, 390 kW-os Euro3-as Common Rail-rendszerű dízelmotor és a hozzá csatlakozó aszinkron generátor kerül, mely a saját (szintén BORDLINE-) áramirányítóján keresztül táplálja az egyik vontatómotort. Az aszinkron vontatómotorok mindkét változatnál azonos típusúak. Jelentősen megnő mind a villamos- mind a dízel hajtású változatok tengelyen leadott teljesítménye (villamos: 800 kW, dízel: 660 kW) és vonóereje. A legnagyobb sebesség eléri a 140 km/h-t.

### Negyedik generáció

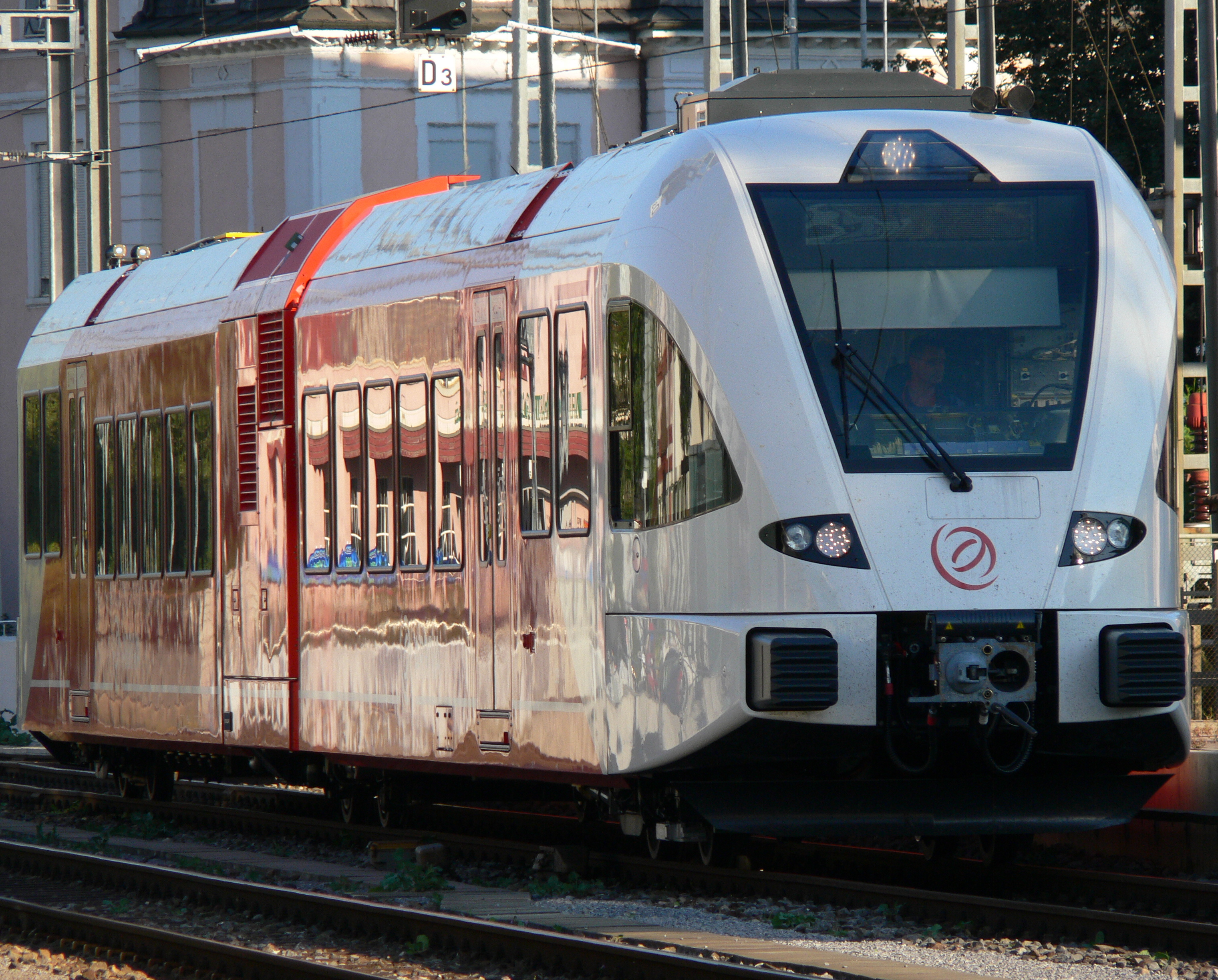
Az Arriva negyedik generációs dízel GTW-je

Az új ütközésvédelmi előírásoknak megfelelő, erősített orr-résszel gyártják. Az oldalfalak és a belső berendezés elemei a Flirtével azonos kivitelűek.

## Üzemeltetők Európában
- Svájc
  - BTI Biel-Täuffelen-Ins-Bahn (jelenleg: Aare Seeland mobil (ASm))
Be 2/6 501–507 (GTW 2/6, 1200 V DC, 1000 mm nyomtáv),
  - CEV Chemins de fer Electrique Veveysans (jelenleg: Transport Montreux-Vevey-Riviera (MVR))
Be 2/6 7001–7004 (GTW 2/6, 900 V DC, 1000 mm nyomtáv)
  - Mittelthurgaubahn (MThB) (jelenleg: Thurbo AG)
RABe 526 680–689 (GTW 2/6, 15 kV, 16,7 Hz)
  - Regionalverkehr Mittelland (RM) (jelenleg: BLS AG)
RABe 526 260–265 (GTW 2/6, 15 kV, 16,7 Hz)
RABe 526 280–286 (GTW 2/8, 15 kV, 16,7 Hz)
  - Yverdon-Sainte-Croix (YSC) (jelenleg: TRAVYS - Transports Vallée de Joux, Yverdon-les-Bains, Ste. Croix)
Be 2/6 2000–2001 (GTW 2/6, 15 kV, 16,7 Hz, 1000 mm nyomtáv)
  - Chemin de fer du Jura (CJ)
ABe 2/6 631–634 (GTW 2/6, 1500 V DC, 1000 mm nyomtáv)
  - SBB-CFF-FFS
RABe 520 000–016 (GTW 2/8, 15 kV, 16,7 Hz)
  - Thurbo AG
RABe 526 701–751 (GTW 2/6, 15 kV, 16,7 Hz)
RABe 526 752–775 (GTW 2/8, 15 kV, 16,7 Hz)
  - Aare Seeland mobil (ASm)
Be 2/6 501–509 (GTW 2/6, 1200 V DC, 1000 mm nyomtáv, 7 db a BTI-től)
- Németország
  - Mittelthurgaubahn (MThB) (később: EuroThurbo, majd SBB GmbH)
Bm 596 671–673 (GTW 2/6, dízel - jelenleg üzemen kívül)
  - Hessische Landesbahn (HLB)
508 101–103, 509 104–112, 508 113–115,[3] 525 116–118, 526 119–130 (GTW 2/6, dízel)
  - Deutsche Bahn – DB Regio divízió
646 001–030[4] (GTW 2/6, dízel)
646 201–204[5] (GTW 2/6, dízel)
  - Deutsche Bahn – DB Regio divízió, Kurhessenbahn
646 205–213[6] (GTW 2/6, dízel)
  - Usedomer Bäderbahn GmbH. (UBB)
646 101–114,[7] 646 121–129[8] (GTW 2/6, dízel)
- Ausztria
  - Stern & Hafferl Verkehrsges.mbH. (StH) (Linzer Lokalbahn (LILO))
ET22 151–164 (GTW 2/6, 750 V DC + 15 kV, 16,7 Hz)
- Görögország
  - Οργανισμός Σιδηροδρόμων Ελλάδος (ΟΣΕ)
560 901–917[9] (GTW 2/6, dízel)
4501–4512[10] (GTW 2/6, dízel, 1000 mm nyomtáv)
- Szlovákia
  - Železničná spoločnosť Slovensko a.s. (ŽSSK)
425 951–965 (GTW 2/6, 1500 V DC, 1000 mm nyomtáv)
495 951–955 (GTW 2/6, 1500 V DC, 1000 mm nyomtáv)
840 001–006 (GTW 2/6, dízel)
- Spanyolország
  - Ferrocarriles de la Generalidad de Cataluña (FGC) Montserrat / Ribes Nuria
AM1–AM5, A 10–A 11 (GTW 2/6, 1500 V DC, 1000 mm nyomtáv, fogaskerekű)
- Olaszország
  - STA (Südtiroler Transportstrukturen AG / Strutture Trasporto Alto Adige S.p.A.) – Vinschgerbahn / Ferrovia della Val Venosta
ATR 100 001–012 (GTW 2/6, dízel)
  - ST Sistemi Territoriali S.p.A.
ATR 110 201–202 (GTW 2/6, dízel)
ATR 120 401+402–403+404 (GTW 4/12, dízel)
  - Società Ferrovie Udine-Cividale s.a.r.l (FUC)
FUC 001–002 (GTW 2/6, dízel)
  - Ferrovie Nord Milano Group (Trenord)
ATR 125 001-011 (GTW 4/12, dízel)
  - Rail Consult
Bm 596 671–673 (GTW 2/6, dízel, prototípus, ex THURBO, ex MThB)
- Franciaország
  - SNCF (Ligne de Cerdagne)
Z 151–152 (GTW 2/6, 850 V DC, 1000 mm nyomtáv)
- Hollandia
  - Arriva Personenvervoer Nederland
10228–10243 (GTW 2/6, dízel)
10301–10327 (GTW 2/8, dízel)
1 db GTW 2/6 (1500 V DC)
10501–10506[11] (GTW 2/8, dízel) GTW 2/8 (1500 V DC)
  - Veolia Transport Nederland
201–210[12] (GTW 2/6, dízel)
351–356[13] (GTW 2/8, dízel)
5 db GTW 2/6 (1500 V DC)
3 db GTW 2/8 (1500 V DC)

## Üzemeltetők Észak-Amerikában
- USA
  - New Jersey Transit Corporation (NJT)
3501–3520 (GTW 2/6, dízel)
  - Capital Metropolitan Transportation Authority
101–106 (GTW 2/6, dízel)

## Galéria

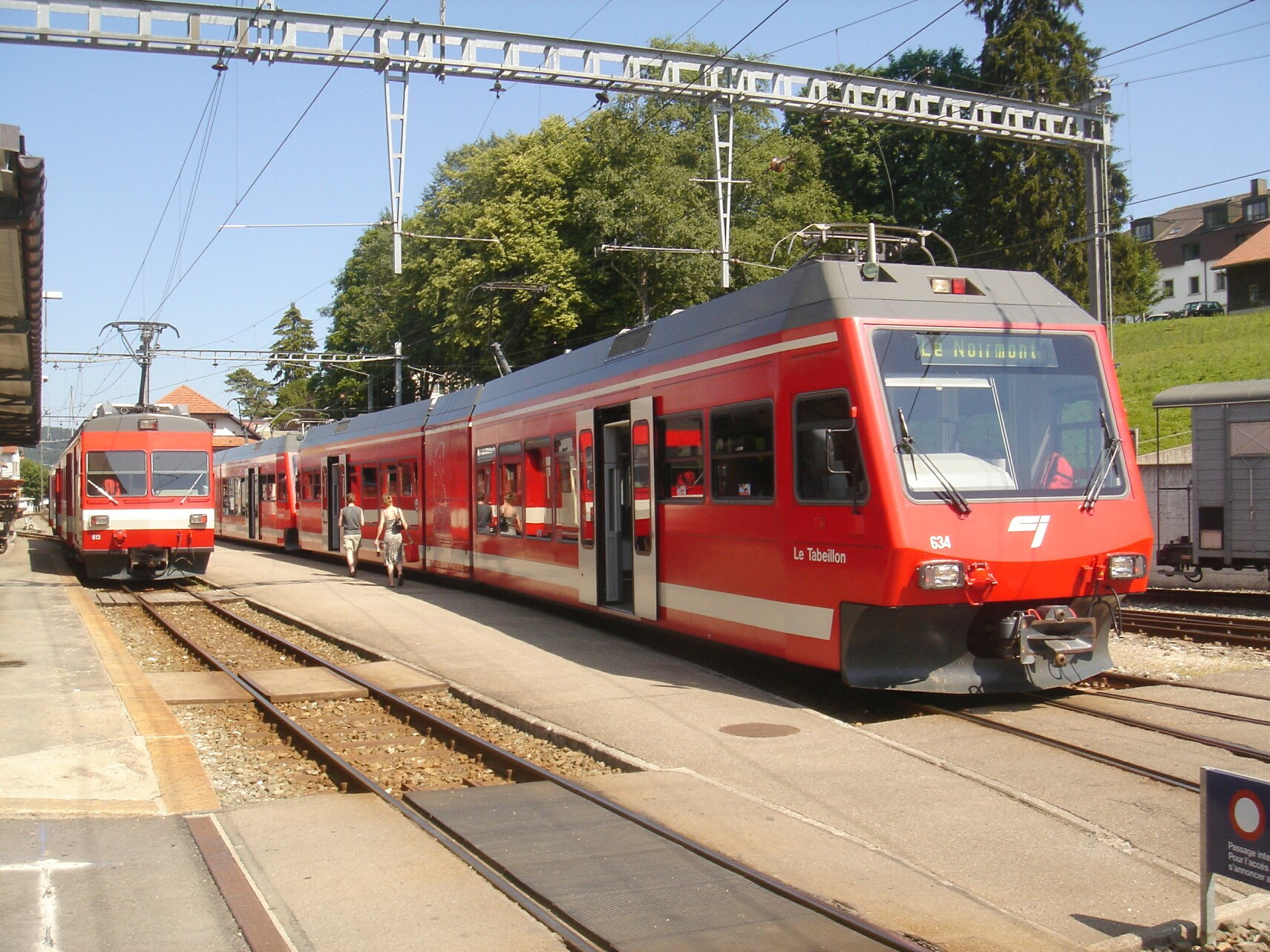
A CJ ABe 634 és 631 pályaszámú GTW-je Tramelanban
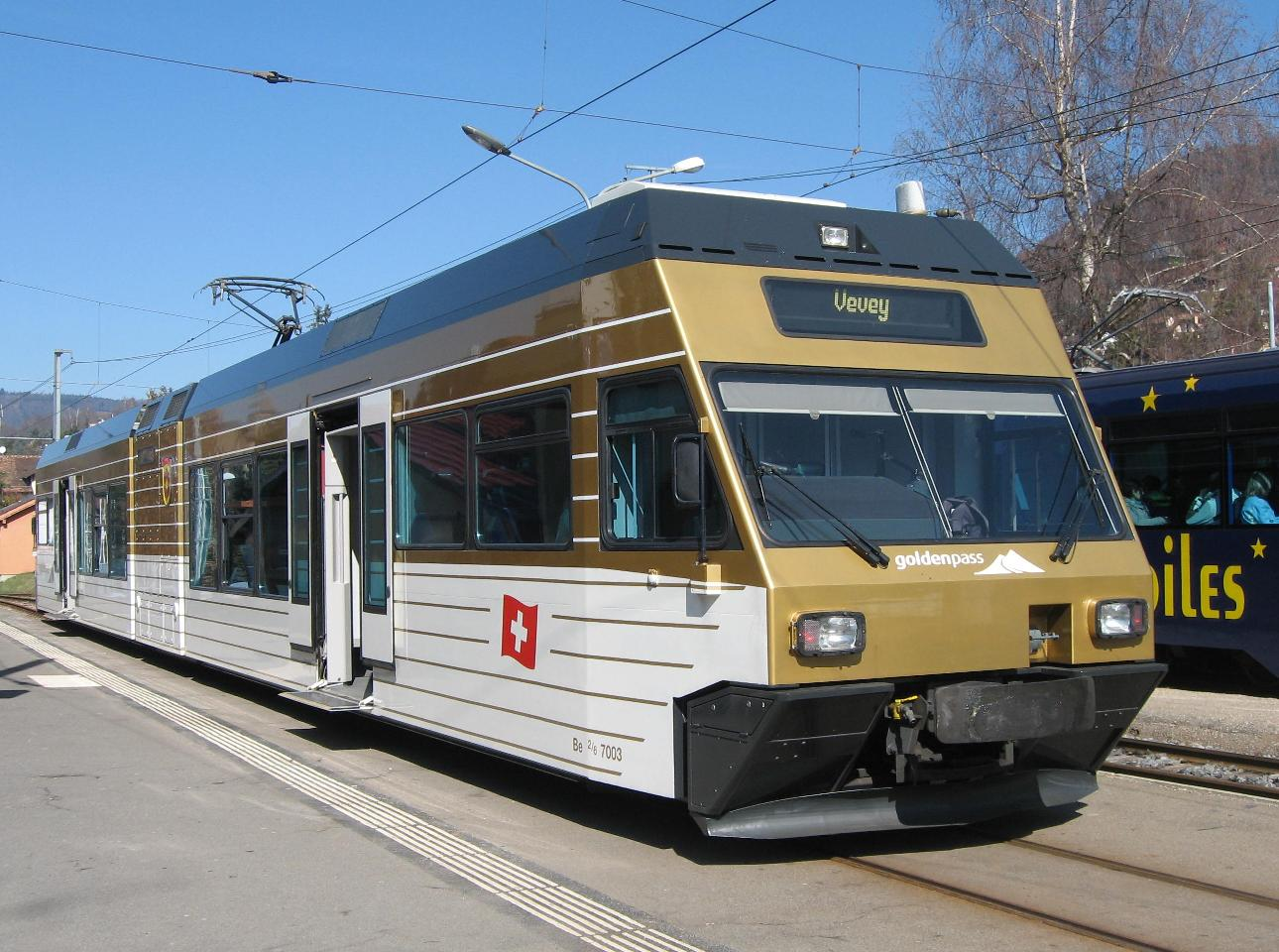
A Goldenpass egyik Be 2/6-osa
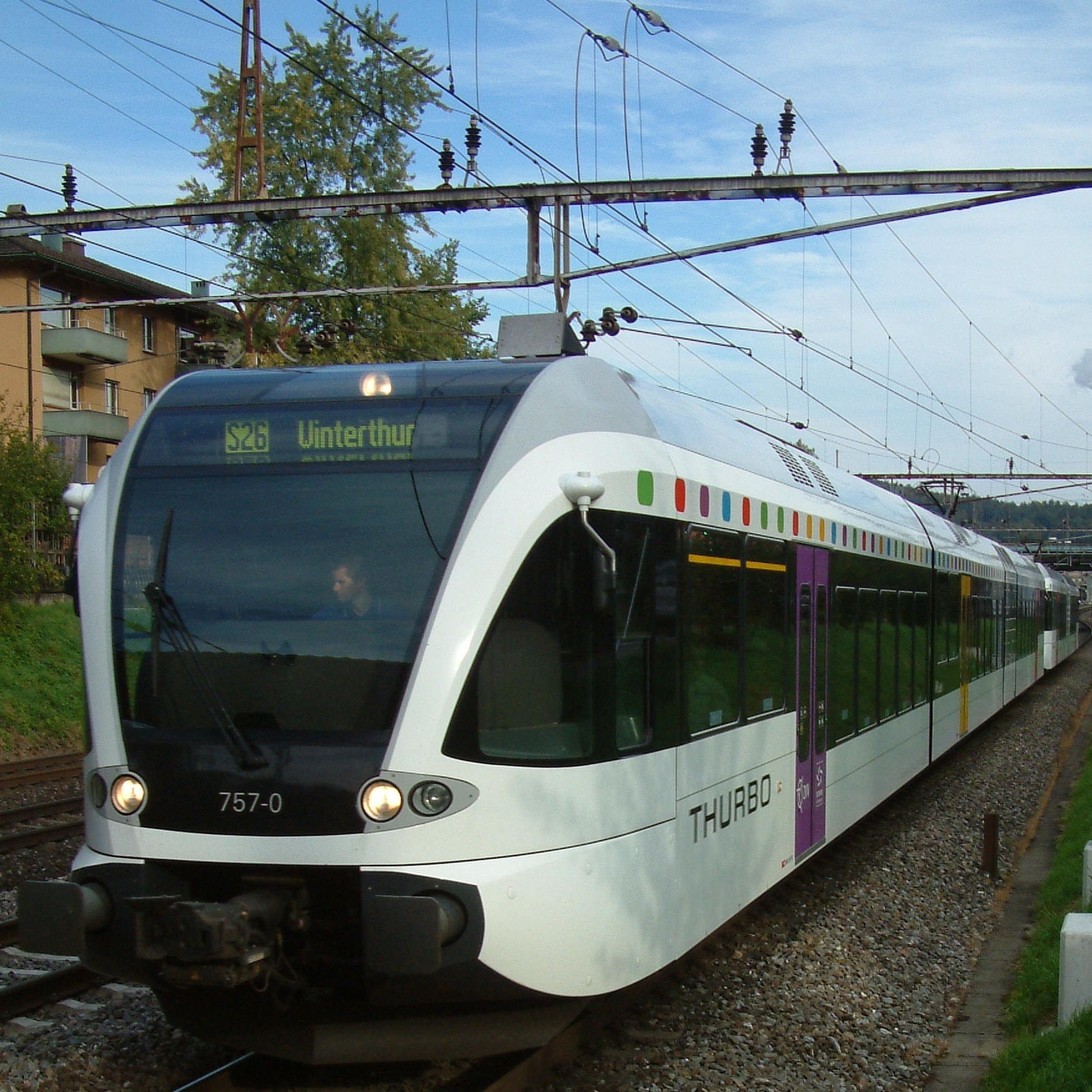
A Thurbo RABe 526 757 pályaszámú GTW 2/8-asa
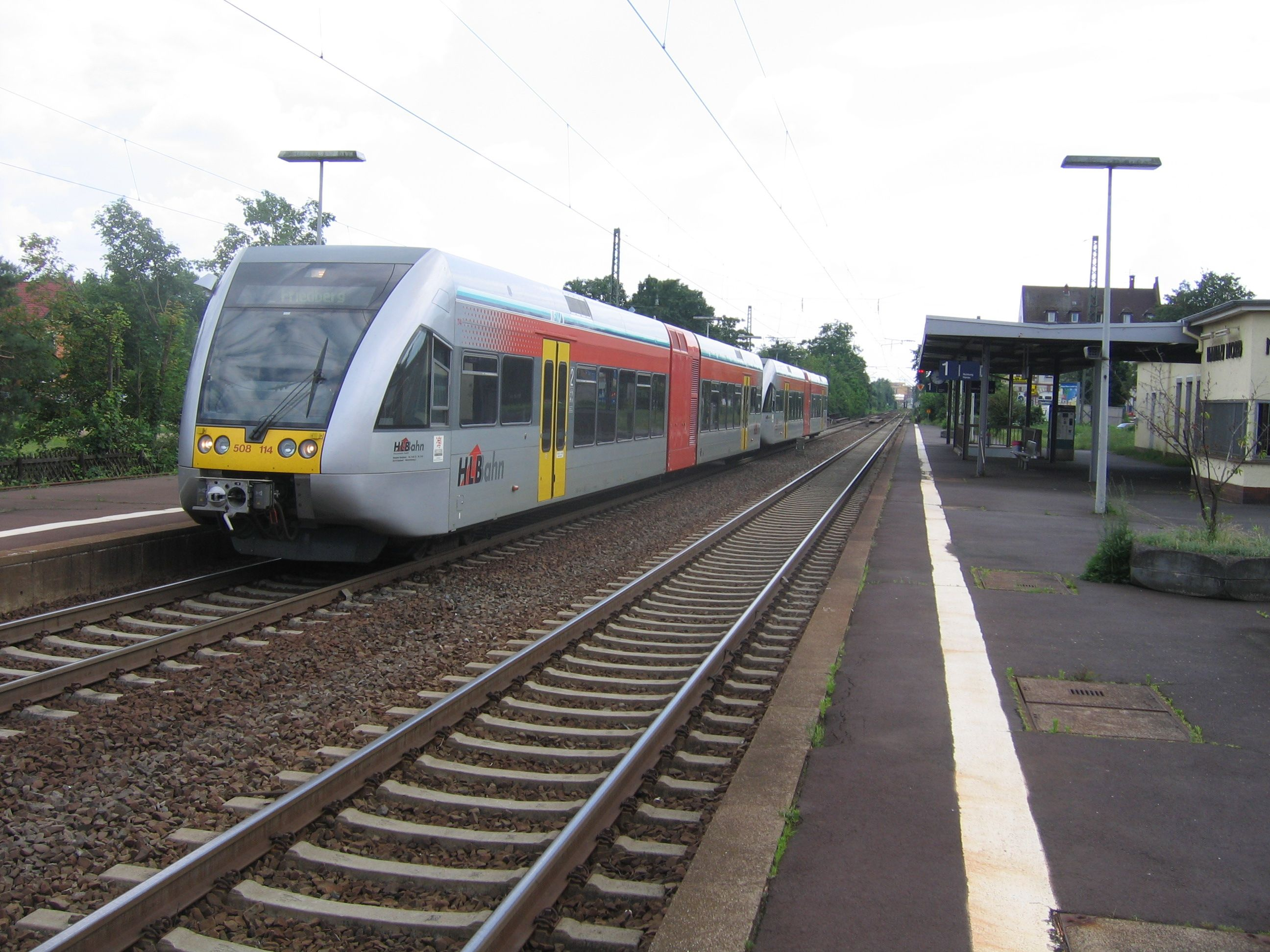
A HLB GTW-je
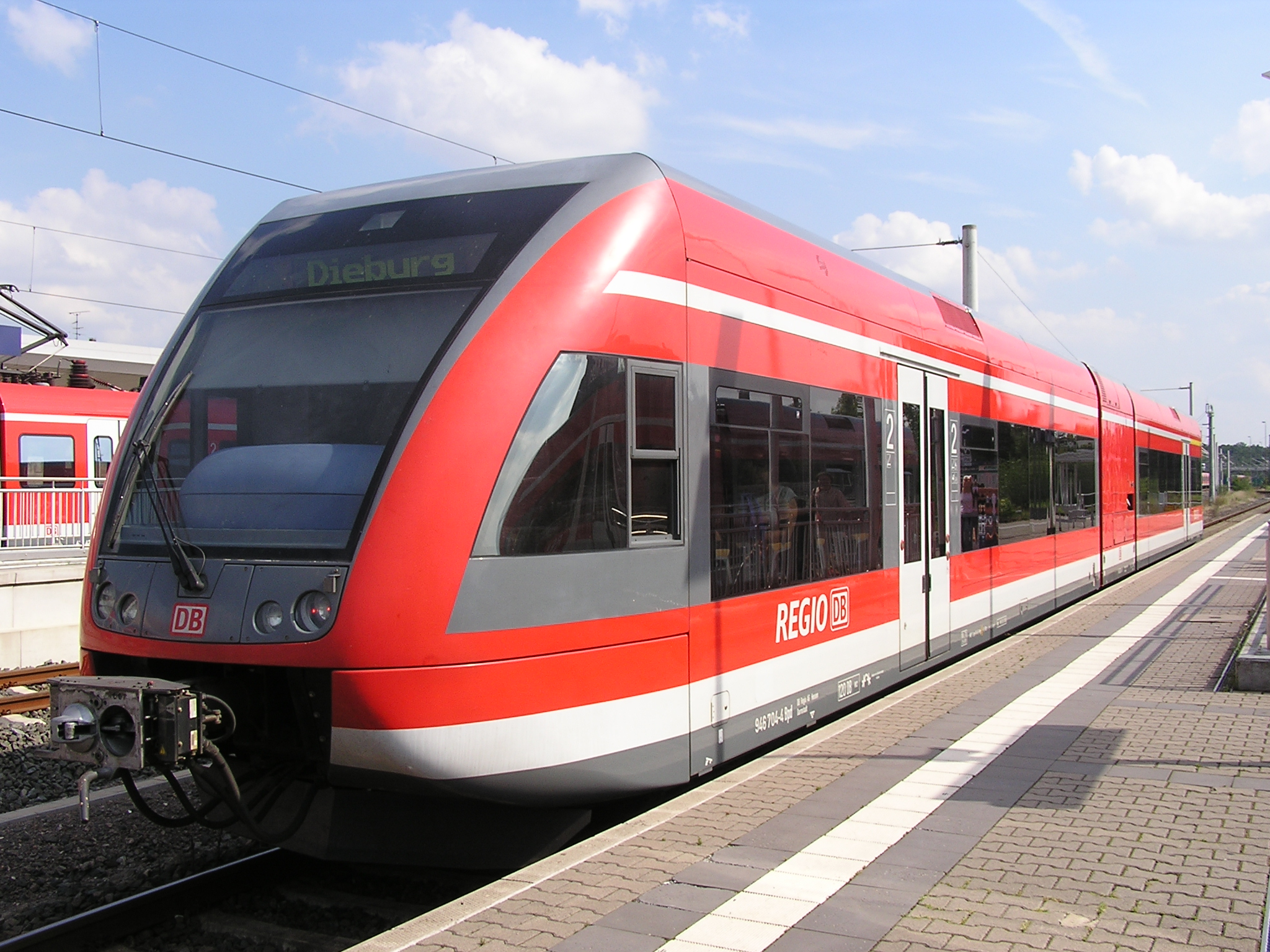
A DB 646 204 pályaszámú GTW 2/6-osa
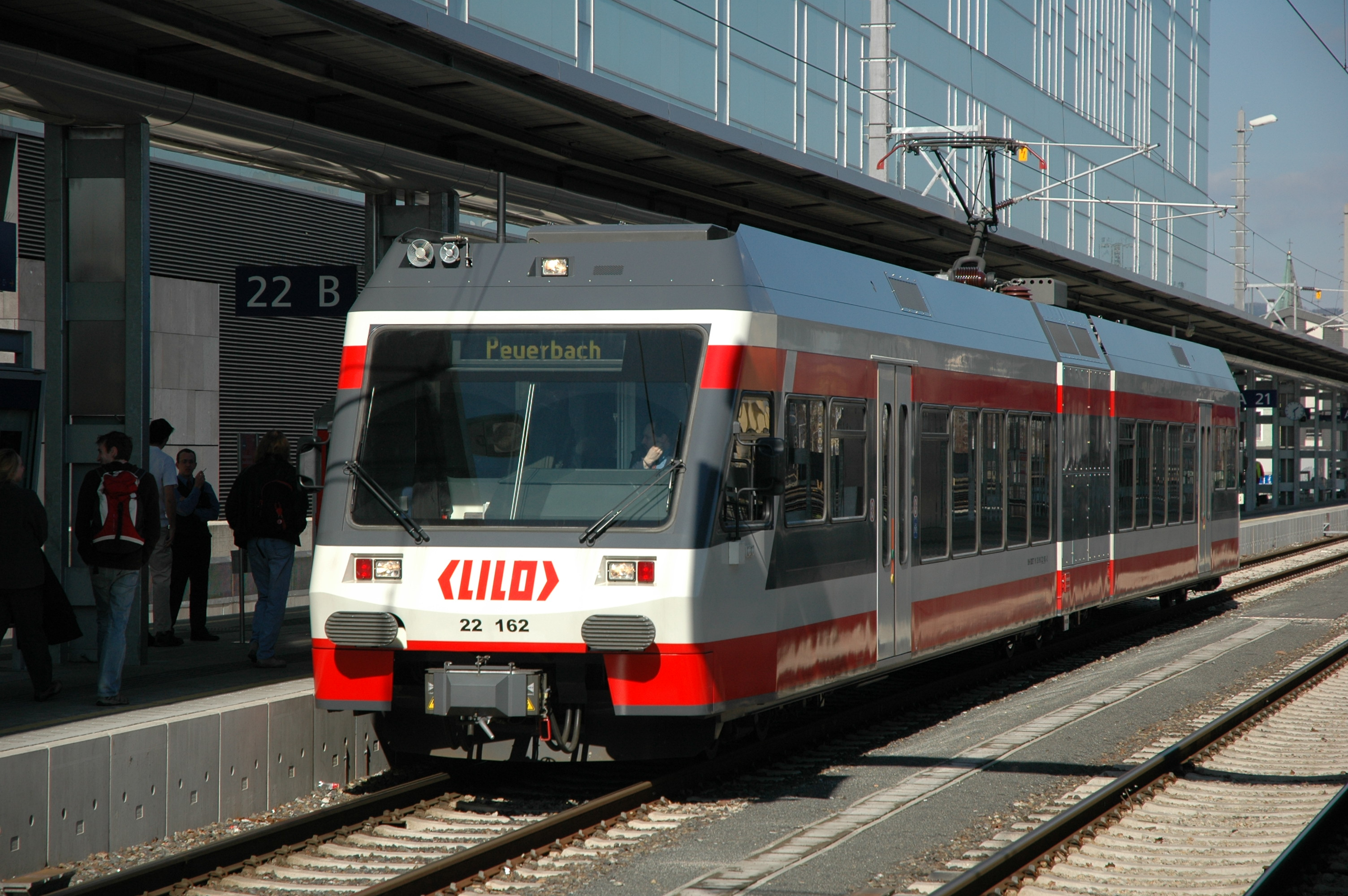
Az StH LILO ET22 162 pályaszámú GTW Linz főpályaudvarán
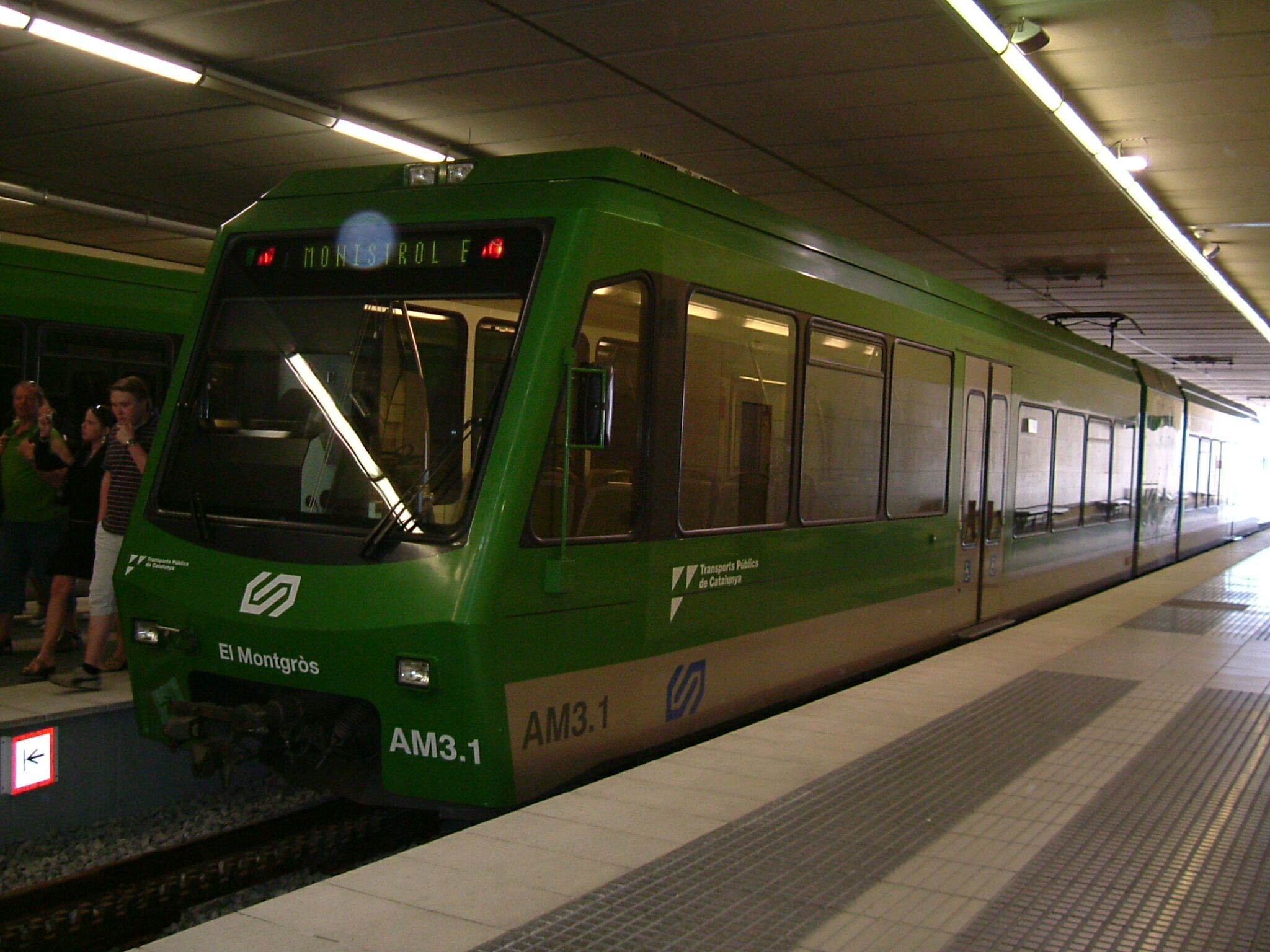
Az FGC AM3 pályaszámú fogaskerekű GTW-je
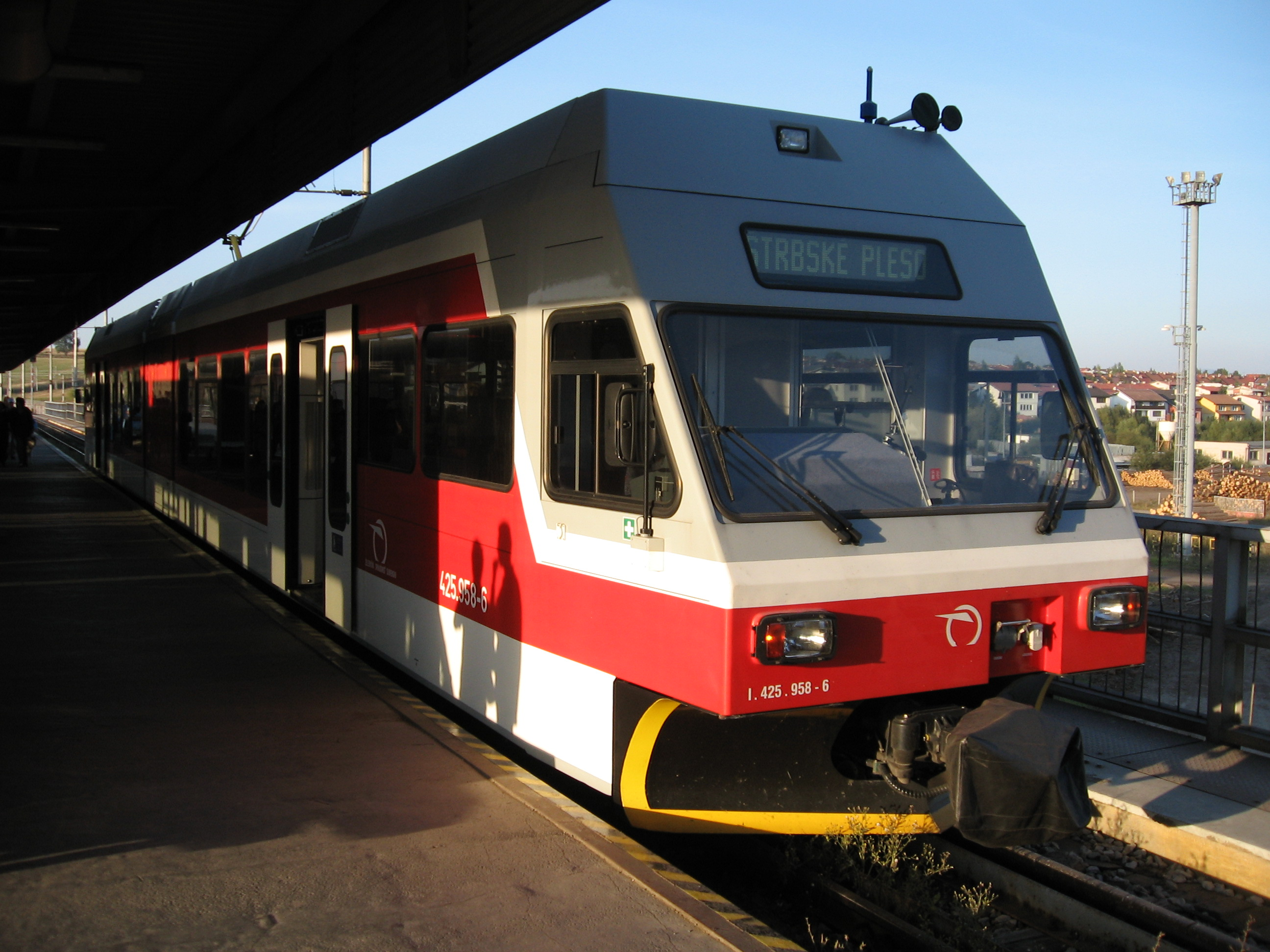
A szlovák ZSSK 425 958 pályaszámú keskenynyomtávú GTW Poprádon
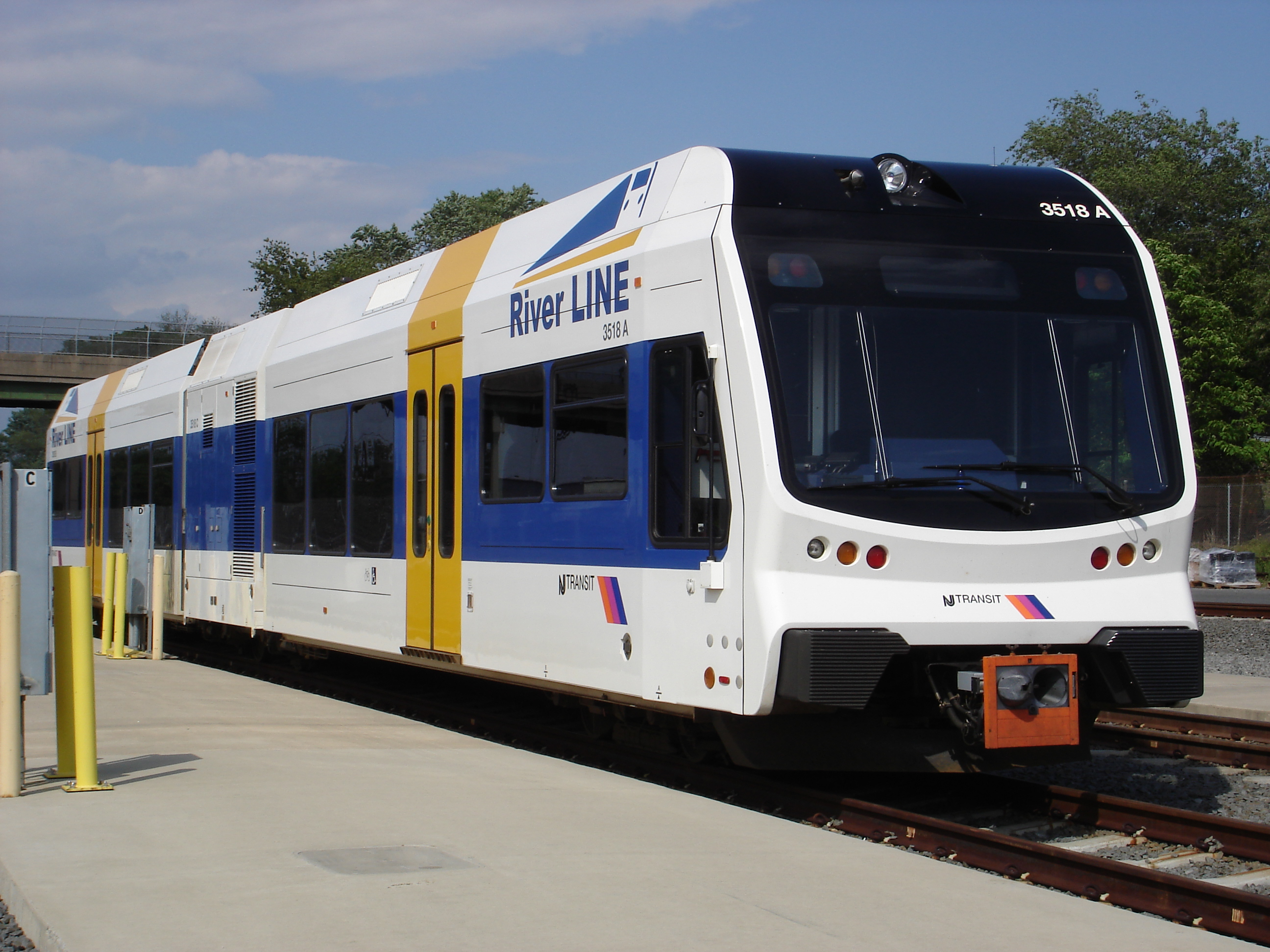
Az NJT 3518 pályaszámú GTW-je
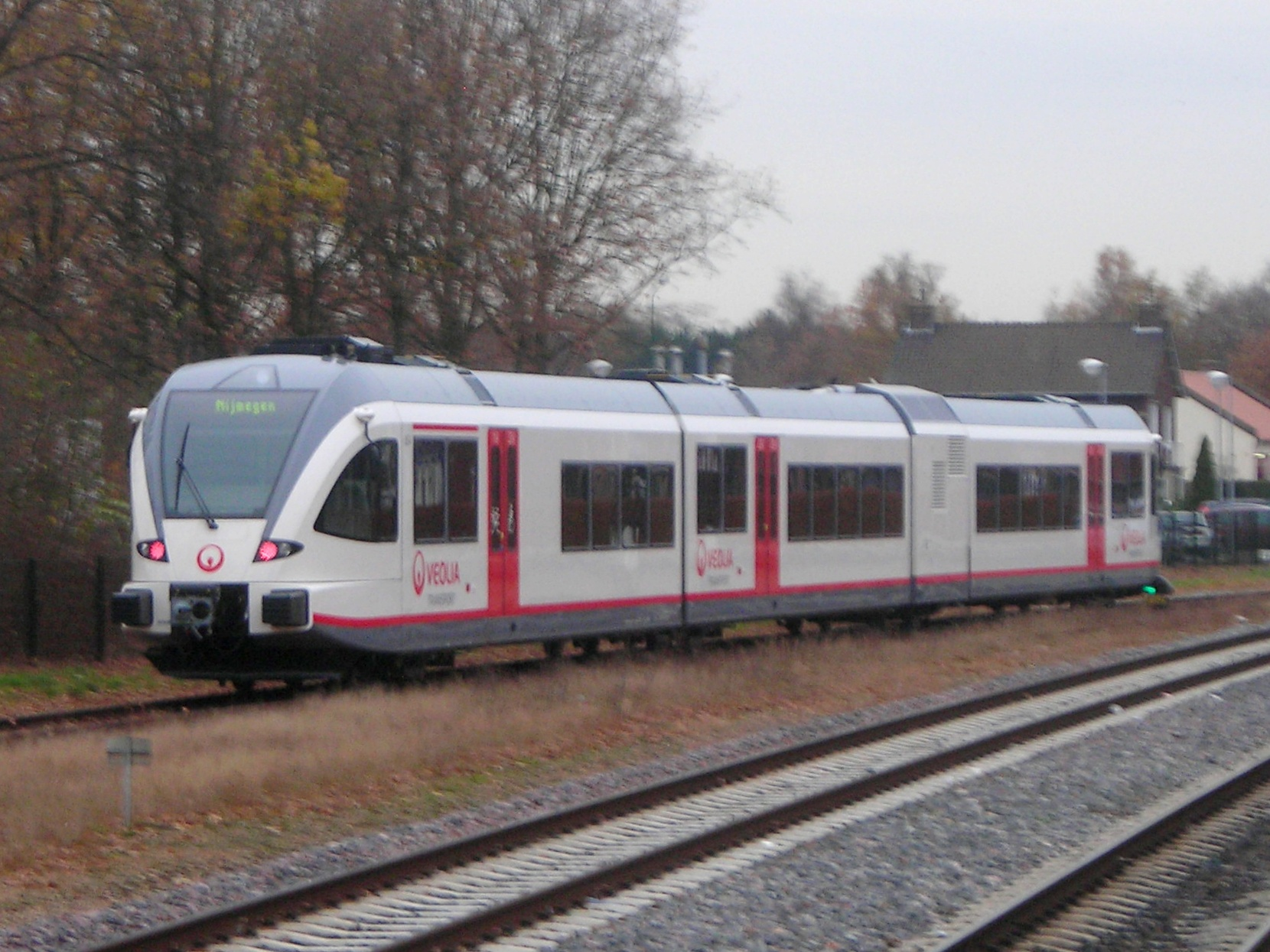
A Veolia 354 pályaszámú GTW 2/8 indul Boxmeerből